# Großer Tap
Der Große Tap (russisch Большой Тап (Bolschoi Tap)) ist ein 504 km langer linker Nebenfluss der Konda in Westsibirien (Russland).

## Verlauf
Der Große Tap entfließt in 112 m Höhe einem Sumpfgebiet mit dem kleinen See Tap-To (auch Taptju) im Westteil des Westsibirischen Tieflandes, gut 60 Kilometer Luftlinie südlich der Stadt Njagan. Er durchfließt den Konda-Niederung genannten Teil des Tieflandes in auf seiner gesamten Länge in südlicher Richtung, immer auf dem Territorium des Autonomen Kreises der Chanten und Mansen. Dabei mäandriert der Fluss in zumeist sumpfigem und seenreichen Gelände stark. Der Fluss mündet schließlich etwa 40 Kilometer nördlich der Siedlung städtischen Typs Meschduretschenski in 43 m Höhe in den bedeutenden Irtysch-Nebenfluss Konda. In Mündungsnähe ist der Große Tap etwa 50 Meter breit, 2,5 Meter tief, und die Fließgeschwindigkeit beträgt 0,3 m/s.
Die bedeutendsten Zuflüsse sind Ochan, Tumja und Puija von links sowie der Murach von rechts.

## Hydrologie
Das Einzugsgebiet des Großen Tap umfasst 6700 km².

## Infrastruktur
Der Große Tap ist nicht schiffbar.
Insbesondere in seinem Oberlauf durchfließt der Große Tap einige der ab den 1960er-Jahren erschlossenen westsibirischen Erdölfelder, sodass den Fluss dort an mehreren Stellen von zu Zwecken der Erkundung und Förderung angelegten Fahrwegen sowie Pipelines berührt wird. Am Fluss gibt es keine Ortschaften.